# Doug Oberhelman
Douglas R. "Doug" Oberhelman, född 25 februari 1953, är en amerikansk företagsledare som är både styrelseordförande och vd för den amerikanska verkstadsföretaget Caterpillar Inc. sedan 2010. Innan dess så var han president (2001–2010), vicepresident (1995–98) och CFO (1995–98) för hela koncernen.
Oberhelman sitter också i styrelserna för läkemedelsbolaget Eli Lilly and Company (2008–) och intresseorganisationen Business Roundtable (2011–).

## Kompensation
| År    | Lön ($)   | Bonus ($) | Aktiepost ($) | Övrigt ($) | Totalt ($) | Aktieinnehav1 | Aktievärde ($ mn) | Källa |
| ----- | --------- | --------- | ------------- | ---------- | ---------- | ------------- | ----------------- | ----- |
| 2012  | 1,080,000 | 2,730,000 | 1,780,000     | 400,000    | 6,000,000  | 0,02%         | 13,4              | [ 4 ] |
| 2011  | 730,000   | 270,000   | 70,000        | 240,000    | 1,310,000  | 0,02%         | 10,7              | [ 5 ] |
| 11-12 |           |           |               |            | 7,310,000  |               |                   |       |

1 = Aktieinnehav i Caterpillar Inc.